# Betting-et-Gondlefand
Pour les articles homonymes, voir Betting (homonymie).
Betting-et-Gondlefand est une ancienne commune de la Moselle, qui a existé de 1790 à 1812. Elle fut créée par le regroupement des localités de Betting et Gongelfang.

## Toponymie
Betting et Gondlefand (1793).
- Betting : Bettingen en 1135, Bettinge en 1237, Betingen en 1429, Beteng et Betin en 1682, Beting en 1756[1]. En francique lorrain : Betténgen et Betténg.
- Gondlefand : Gundelwinga en 978, Gundelwingin en 1030, Gondeluingin en 1037, Golsfingen en 1594, Gundelfang en 1681, Gongerfan en 1682, Gongel-Fang en 1756[1]. En francique lorrain : Gongelfangen.

## Histoire
Cette commune a été créée par le regroupement des villages de Betting et Gongelfang qui appartenaient autrefois à la seigneurie de Meinsberg et à l’officialité de Sierck. 
Betting et Gongelfang furent rattachés à Waldwisse par décret du 21 janvier 1812.

## Démographie
| 1793 | 1800 | 1806 |
| ---- | ---- | ---- |
| -    | 220  | 205  |

## Lieux et monuments

### Édifices religieux
- Chapelle Notre-Dame-du-Perpétuel-Secours à Betting.

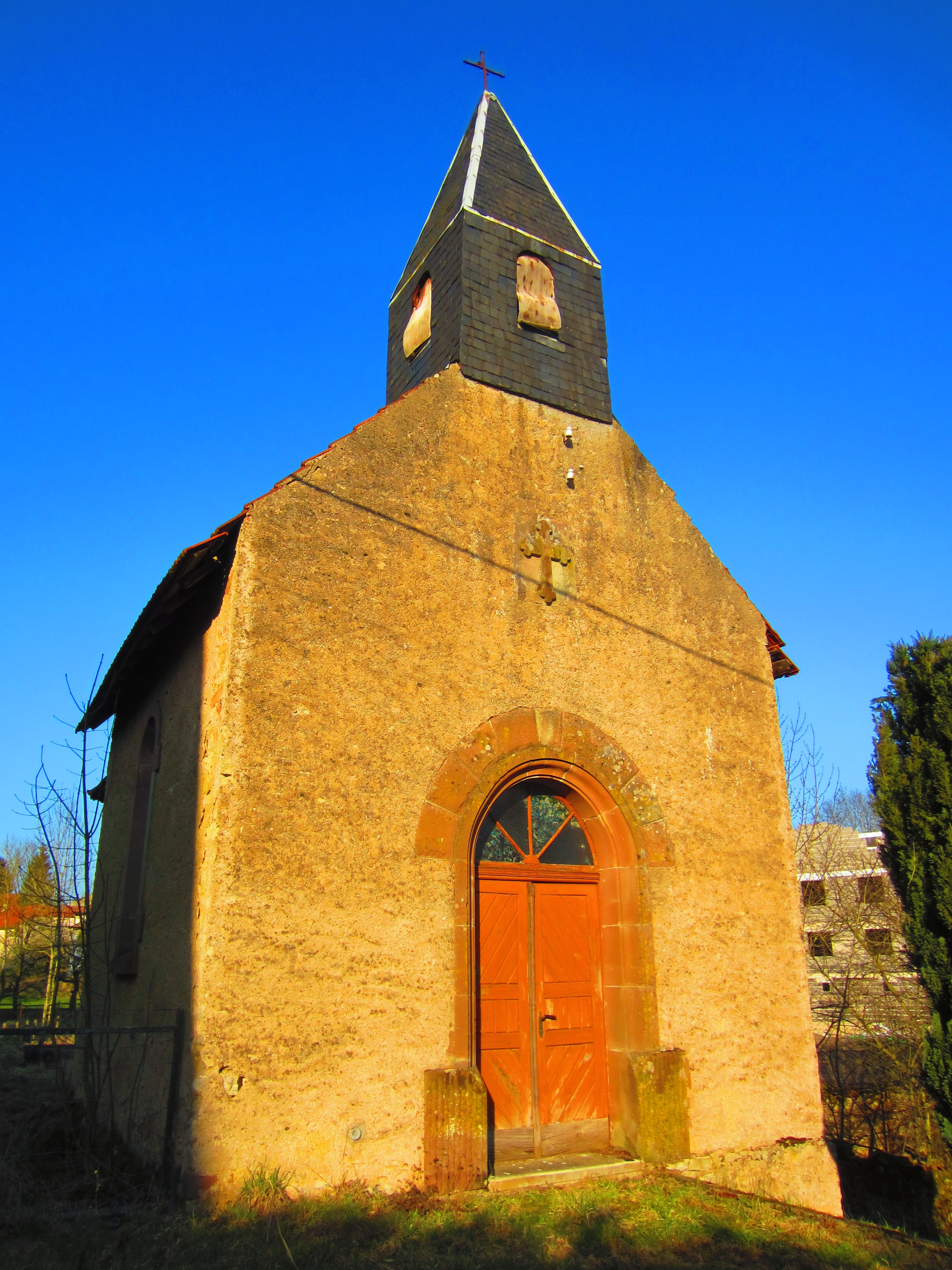
Chapelle Saint-Marc à Gongelfang.

- Chapelle Saint-Marc à Gongelfang.